# Pennebaker (musikgrupp)
Pennebaker var ett svenskt pop/rockband från Stockholm som var aktivt mellan 2001 och 2010. Bandets namn kommer från Marlon Brandos moders flicknamn som bandledaren stötte på i en självbiografi av Brando.
Bandet har släppt flera album med skivbolagen Playground Music, MVG Records och japanska Philter Records.

## Medlemmar
- Björn Öqvist – sång, piano
- Daniel Bengtson – bas, gitarr
- Niklas Gabrielsson - trummor[1]

## Diskografi

### Singlar
- 2006 – Runaway Heart[3]
- 2007 – Bending the Rules Again
- 2007 – Shadow of a Doubt
- 2007 – Ghost of a Love
- 2008 – Yours to Keep
- 2010 – We Belong
- 2010 – As the Feeling of a Sad Song

### Album
- 2005 – A New Skyline[4]
- 2005 – Pennebaker (endast i Japan)
- 2008 – Ghost of a Love
- 2008 – Things Are Looking Up[5]